# ميناتو-كو
ميناتو-كو (باليابانية: 港区) هو حي في اليابان، يقع في أوساكا، بلغ عدد سكانه 81,065 نسمة وذلك حسب إحصائيات سنة 2017، تبلغ مساحته 7.90 كيلومتر مربع.

## أعلام
- تاداو أندو